# Limfografia
Limfografia – badanie radiologiczne układu chłonnego, polegające na uwidocznieniu naczyń chłonnych (limfangiografia) i węzłów chłonnych (limfadenografia) po ich zakontrastowaniu środkiem cieniującym.